# Norte global

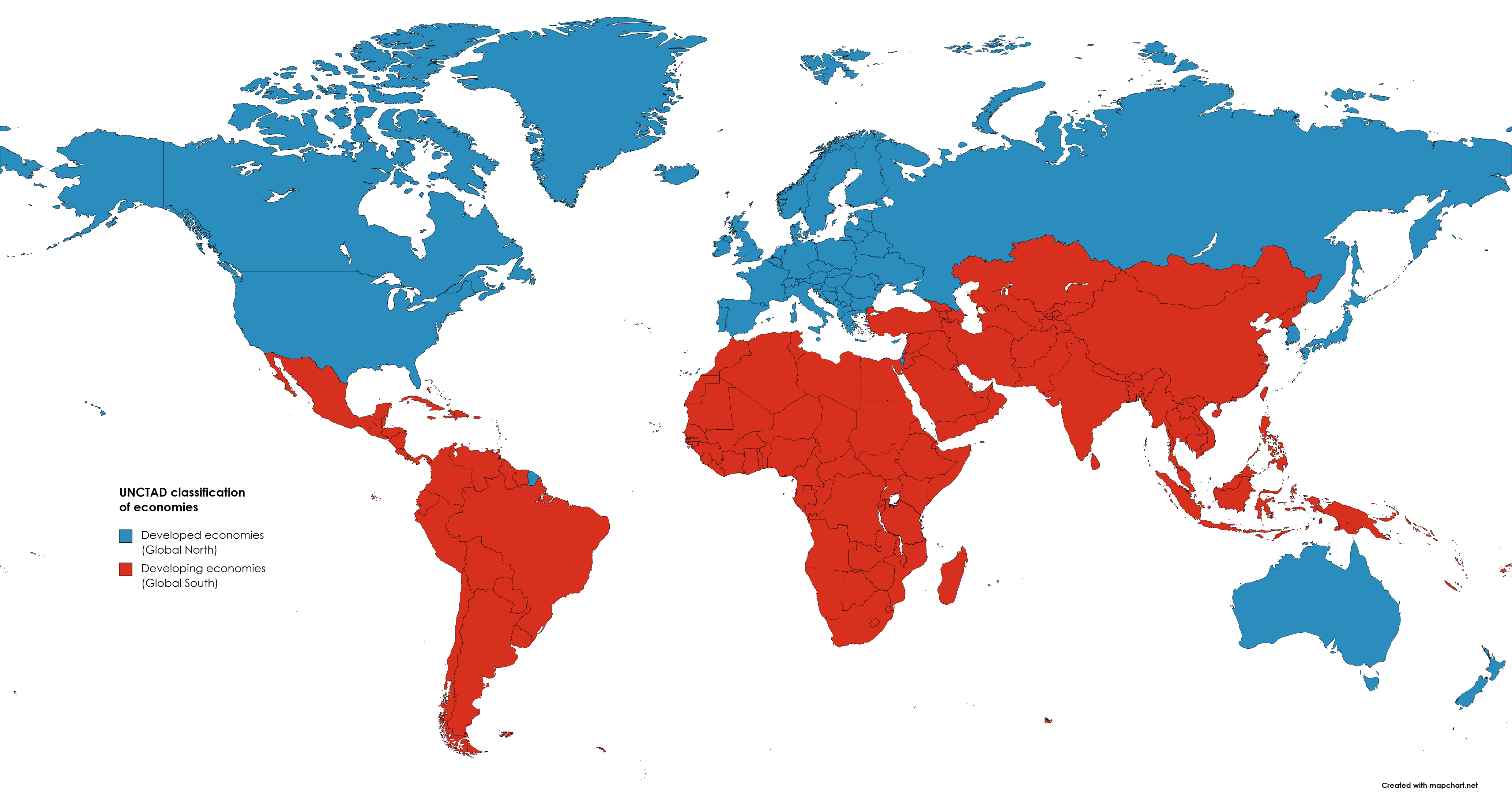
Classificação econômica dos países do mundo pela UNCTAD: o Norte Global (ou seja, os países desenvolvidos) em azul e o Sul Global (ou seja, os países em desenvolvimento e os países menos desenvolvidos) em vermelho.

Norte global é um termo utilizado em estudos pós-coloniais, transnacionais e altermundialistas que pode referir-se tanto ao primeiro mundo como ao conjunto de países desenvolvidos. Em geral, caracteriza-se por reunir países ricos economicamente, que têm acesso a tecnologias avançadas, com sistemas políticos considerados estáveis e uma alta esperança de vida. No entanto, o conjunto destes países costuma ser dependente da importação de materiais, energia e capital humano procedentes do sul global.